# Första kammarens minoritetsparti
Första kammarens minoritetsparti, även kallat bara Minoritetspartiet eller de moderata, var ett frihandelsvänligt konservativ partigrupp i riksdagens första kammare.
Under tvåkammarriksdagens första tid fanns inga formella partigrupperingar i första kammaren. Den primära politiska konflikten fanns inte heller mellan olika grupperingar inom kamrarna utan gick mellan den av Lantmannapartiet styrda andra kammaren och den av ministeriella partiet dominerade förstakammaren. 
Detta förändrades i samband med tullstriden som kom att kasta om invanda politiska mönster. Som en följd av de intensiva politiska konflikterna kom 1888 majoriteten i första kammaren att bilda det protektionistiska partiet och minoriteten ett frihandelsvänligt parti. Båda partierna var i grunden konservativa. 
Efter att tullfrågan på 1890-talet kom att tappa i betydelse samlade minoritetspartiet de mer mitten-orienterade av förstakammarens konservativa ledamöter (de så kallade moderata). 1905 omorganiserades gruppen till Första kammarens moderata parti. 
Efter reformeringen av valmetoden till förstakammaren som följde av 1909 års rösträttsreform, och upplösningen av förstakammaren hösten 1911, gjorde vänsterpartierna på allvar intåg i förstakammaren. Som en svar slog 1912 de moderata ihop sig med de forna protektionisterna till Första kammarens nationella parti som med tiden kom att bli en formell del av Högerpartiet.
Minoritetspartiet är således en föregångare till dagens Moderata samlingspartiet.

## Medlemmar av partiets förtroenderåd (listan ej komplett)
- Hugo Tamm 1888